# Sensemble Theater
Das Sensemble Theater ist ein Theater in Augsburg. Seine ursprüngliche Schreibweise ist S’ensemble Theater. Seit der Spielzeit 2011/2012 verwendet das Theater die Schreibweise ohne den Apostroph. Auch die Vereine haben diese veränderte Schreibweise teilweise übernommen.
Das Theater wird von dem gemeinnützigen Verein Sensemble Theater e. V. getragen. Daneben gibt es den gemeinnützigen Freundeskreis des Sensemble Theaters e. V., welcher ebenfalls das Theater unterstützt.
Seit 2016 wird das Sensemble Theater als gemeinnützige GmbH geführt.

## Geschichte

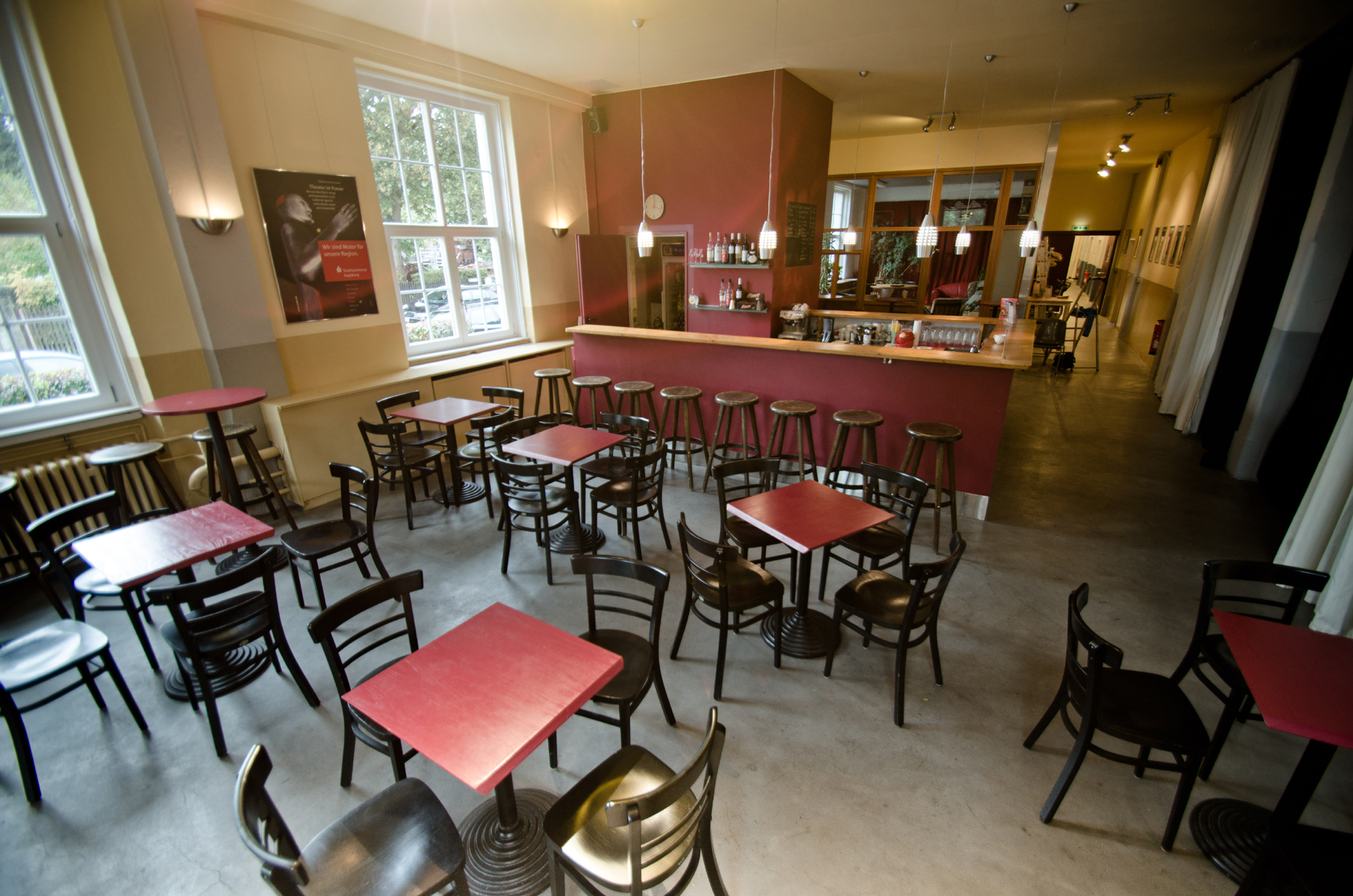
Innenansicht, Bar, rechts der Bühnenraum (nicht im Bild)

Im Jahr 1996 wurde der Verein mit freischaffenden Schauspielern, Regisseuren, Dramatikern, Masken-, Kostüm- und Bühnenbildnern, sowie Freunden aus Jurisprudenz, Wirtschaft und Geisteswissenschaft gegründet. Zweck des Vereins ist es, die künstlerische Kreativität des Menschen zu fördern und dafür adäquate Darstellungs- und Austauschformen zu finden. Dies soll im Bereich des experimentellen Theaters, der Aus- und Weiterbildung sowie der sozialen Kulturarbeit geschehen. Insbesondere werden öffentliche Theatervorstellungen sowie Seminare und Workshops durchgeführt. Der 1. Vorstand des Vereins ist der Dramatiker, Regisseur und Autor Sebastian Seidel.
Bereits seit 1998 spielt das Sensemble Theater auf der  kleinen Augsburger Freilichtbühne in der mittelalterlichen Stadtmaueranlage des Jakoberwallturms. Der Innenhof wurde von der "Historischen Bürgergilde Augsburg" umgebaut und mit ansteigenden Zuschauerrängen versehen. So entstand ein kleines Freilichttheater in der Innenstadt von Augsburg, das vom Sensemble von Juni bis August bespielt wird. Des Weiteren veranstaltet das Sensemble Theater seit 2009 das "Theaterfestival im martini-Park" und zeigt internationale Theatersport-Wettkämpfe, so z. B. 2011 die "Theatersport-Mini-WM" mit Teams aus Russland, Italien und Deutschland. Seit dem Jahr 2000 unterhält die Bühne eine eigene Spielstätte in der Kulturfabrik in Augsburg. Das Sensemble Theater schreibt in Kooperation mit anderen Kulturinstitutionen den Augsburger Dramatikerpreis aus.
Die Stücke des Sensemble Theaters reichen von Sprech-, Musik-, Improvisations- und Ausdruckstheater bis hin zu Performance und Installation.

## Uraufführungen
- 27. Mai 2000: Die Antwort auf alles oder Die Gottesanbeterin. Monolog von Christian Krug
- 10. Februar 2001: Lebenskampf. von Samuel Schweitzer
- 31. März 2001: Quiz-Show. von Sebastian Seidel
- 27. Oktober 2001: Verteidigung auf Leben und Tod. von Sebastian Seidel
- 24. November 2001: Stille Nacht, heilige Nacht. Komödie von Robert A. Riegger
- 19. Januar 2002: Marathon. von Sebastian Seidel
- 23. Februar 2002: LOVE and HATE. Szenen des Lebens. Ein Spiel mit Masken.
- 29. Juni 2002: SIE – oder: Wer ist der Ritter? Komödie von Christian Krug und Sebastian Seidel
- 20. Juli 2002: Träume. Komödie von Tina Bühner und Sebastian Seidel
- 4. April 2003: Urlaub von Anfang an. Komödie von Robert A. Riegger
- 28. Juni 2003: Auf der Suche nach dem Jakoberwallturm. von Sebastian Seidel
- 1. Mai 2004: Selbstmanagement 1-3. von Sebastian Seidel
- 19. November 2005: Goldrausch. Solo mit Birgit Linner
- 4. Februar 2006: Mozart in Paradise oder Der Weltmeister. Monodrama von Peter Danzinger
- 3. Mai 2006: Abstiegskampf. Fußballkomödie von Jörg Menke-Peitzmeyer
- 7. Oktober 2006: Hamlet for You. Shakespeare-Komödie von Sebastian Seidel
- 10. März 2007: Jakob Fugger Consulting. von Sebastian Seidel
- 6. Oktober 2007: Love Movie Theater. von Sebastian Seidel
- 9. Februar 2008: Pfaffenschnitzel. von Paula Fünfeck
- 25. Juli 2009: Wahlschlacht. von Sebastian Seidel
- 17. Oktober 2009: Hurra, wir mailen noch. von Peter Danzinger
- 17. Juli 2010: Heldenspektakel von Sebastian Seidel
- 16. Juli 2011: Barbie, schieß doch!! von Sebastian Seidel
- 9. Februar 2012: Plan B von Sebastian Seidel (Brechtfestival Augsburg)
- 11. Oktober 2012: Klavierkind von Sebastian Seidel
- 4. Februar 2013: Enemy Alien Brecht von Sebastian Seidel (Brechtfestival Augsburg)
- 7. Februar 2014: Böser Bruder von Sebastian Seidel (Brechtfestival Augsburg)
- 27. September 2014: Love Peace and Happiness von Sebastian Seidel
- 5. Februar 2015: Schwarze Liste. Exilhaus (Brechtfestival Augsburg)
- 2. Mai 2015: Sangesfieber. Ein Musiclett von und mit Stefanie Schlesinger / Wolfgang Lackerschmid, Sebastian Seidel
- 2. Oktober 2015: Undercover – Agenten ohne Grenzen Impro-Komödie
- 29. Februar 2016:  Brechtburg. Die Stadtratssitzung von Sebastian Seidel (Brechtfestival Augsburg)
- 26. Januar 2018: Lost in Transit von Sebastian Seidel
- 15. Februar 2018: Klavierkind von Sebastian Seidel
- 4. Mai 2019: Frankenstein Unlimited von Sebastian Seidel
- 12. Juli 2019: Werwolf von Sebastian Seidel
- 3. Oktober 2019: Born in the GDR, Musikalischer Abend zu 30 Jahre Mauerfall